# Riverview (Míchigan)
Riverview es una ciudad ubicada en el condado de Wayne en el estado estadounidense de Míchigan. En el Censo de 2010 tenía una población de 12486 habitantes y una densidad poblacional de 1.075,61 personas por km².

## Geografía
Riverview se encuentra ubicada en las coordenadas 42°10′23″N 83°11′29″O / 42.17306, -83.19139. Según la Oficina del Censo de los Estados Unidos, Riverview tiene una superficie total de 11.61 km², de la cual 11.38 km² corresponden a tierra firme y (1.94%) 0.23 km² es agua.

## Demografía
Según el censo de 2010, había 12486 personas residiendo en Riverview. La densidad de población era de 1.075,61 hab./km². De los 12486 habitantes, Riverview estaba compuesto por el 93.01% blancos, el 3.12% eran afroamericanos, el 0.45% eran amerindios, el 1.57% eran asiáticos, el 0.04% eran isleños del Pacífico, el 0.53% eran de otras razas y el 1.29% pertenecían a dos o más razas. Del total de la población el 4.1% eran hispanos o latinos de cualquier raza.